# Trail Making Test

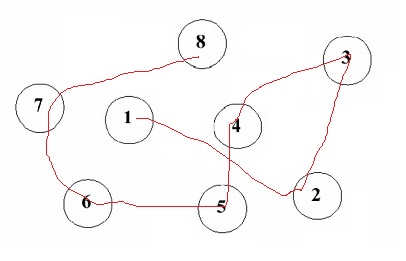
Exemple de la partie A.

Le Trail Making Test est un test neuropsychologique d'attention visuelle et de changement de tâche (switch) . Il comporte deux parties dans lesquelles le sujet doit relier un ensemble de 25 points le plus rapidement possible tout en conservant la précision, c'est-à-dire en évitant de faire des erreurs. Le test fournit des informations sur la vitesse de la recherche visuelle, l'exploration visuelle, la vitesse de traitement de l'information, la flexibilité mentale et le fonctionnement exécutif. Il est sensible aux troubles cognitifs associés à la démence, notamment la maladie d'Alzheimer.

## Histoire
Le test a été créé par Ralph Reitan, un neuropsychologue américain considéré comme l'un des pères de la neuropsychologie clinique. Le test a été utilisé en 1944 pour évaluer l'intelligence général et faisait partie du Army Individual Test of General Ability Dans les années 1950 , les chercheurs l'ont utilisé pour évaluer le dysfonctionnement cognitif résultant de lésions cérébrales

## Méthode et interprétation
La tâche nécessite que le sujet connecte 25 cibles consécutives sur une feuille de papier ou un écran d'ordinateur, d'une manière similaire à celle utilisée dans les exercices de connexion des points. Le test comporte deux parties. Dans la première partie, les cibles sont des nombres entiers de 1 à 25, et le sujet doit les relier par ordre numérique croissant. Dans la deuxième partie, treize des points sont numérotés de 1 à 13 et douze reçoivent les lettres de A à L ; le sujet doit relier les points dans l'ordre croissant en alternant les lettres et les chiffres (1-A-2-B-3-C...) le plus rapidement possible sans retirer le stylo du papier Si le sujet fait une erreur, l'administrateur du test la corrige avant que le sujet ne passe au point suivant.
L'objectif du test est de terminer les deux parties le plus rapidement possible, le temps étant utilisé comme principale mesure de performance. Le taux d’erreur n’est pas enregistré dans la version papier du test ; au lieu de cela, le temps passé à corriger les erreurs prolonge le temps d’achèvement. La deuxième partie du test, dans laquelle le sujet alterne entre les chiffres et les lettres, sert à examiner le fonctionnement exécutif. La première partie est principalement utilisée pour examiner la vitesse du traitement cognitif.

## Score
La notation est basée sur le temps nécessaire pour terminer le test (par exemple, 35 secondes donnant un score de 35), les scores les plus bas étant les meilleurs. Différentes normes sont disponibles qui permettent une comparaison avec des groupes du même âge.